# ティファニー・ポーター
ティファニー・アダエズ・ポーター（Tiffany Adaez Porter、1987年11月13日 - ）は、アメリカ合衆国とイギリスの陸上競技選手。旧姓はオフィリ（Ofili）。
ジュニア時代はアメリカ合衆国代表であったが、2011年以降はイギリス代表として競技している。100メートルハードルを専門としており、2013年世界陸上競技選手権大会で銅メダルを獲得した。

## 陸上競技選手としての経歴
アメリカ代表選手として、ティファニーは2007年に北中米カリブ陸上競技選手権大会に100mハードルで出場し、銀メダルを獲得している。しかしながら、2010年のシーズンの終わりにティファニーはイギリスの選手となることを決めた。イギリスの選手になることについて、「私はどの国に属そうとも競技をするであろうと分かっている。私は自分をイギリス人でもあり、アメリカ人でもあり、ナイジェリア人でもあると常に思ってきた。私は3つともなのだ。」とコメントした。
2011年5月29日、ファニー・ブランカース＝クン・ゲームズにおいて、ティファニーはアンジー・ソープ（Angie Thorp）が持っていた100mハードルの女子イギリス記録12秒80を更新する12秒77をマークした。ソープは自身の持っていた記録を破られたことについて「（心が）荒廃した」と語った。というのも、ジェシカ・エニスやサラ・クラクストンのようにソープの記録に0秒1まで迫っていたイギリス生まれイギリス育ちの選手であれば、「最初から祝福する」が、ティファニーはアメリカからイギリスに変えた選手であるため、「完全に取り乱した」のだという。
ティファニーは2011年7月22日にモナコで開かれたIAAFダイヤモンドリーグの1戦で12秒60をマークしてイギリス記録を更新した。それまでのティファニーの自己ベストはアメリカ選手時代にマークした12秒73だった。この記録はジェシカ・エニスがロンドンオリンピックの陸上競技・女子七種競技中に12秒54をマークして塗り替えられた。同年9月にはヨーロピアン・アスリート・オブ・ザ・イヤーにノミネートされた。結局ティファニーは受賞ならず、同年10月に800m選手のマリア・サビノワが栄誉に輝いた。
イギリス陸上競技連盟のヘッドコーチチャールズ・ファン・コンメニーは、ティファニーを2012年世界室内陸上競技選手権大会のキャプテンに任命した。ティファニーはキャプテン就任時の記者会見でイギリス国歌『女王陛下万歳』を歌うことを拒否したため、プラスチック・ブリット（えせイギリス人）呼ばわりされることとなった。イギリスの大衆紙・デイリー・メールの記者が、ティファニーがアメリカからの帰化選手であることに目を付け、イギリス国歌を歌うよう求めたところ、ティファニーは「国歌はもちろん知っているが、私は国歌の歌唱力でイギリス代表になったわけではない」と切り返した、という一件である。この件は、折しも猫ひろしがカンボジア国籍を取得し、同国代表としてマラソンに出場しようとして世間を賑わせていたため、類似した事例として日本でも取り上げられた。こうしてティファニーへの風当たりが強くなった背景には、2008年の北京オリンピックではアメリカ代表として出場しようとして選考から漏れ、オリンピックに出るために国籍を変えたのではないかと噂されたことや、（イギリス生まれではないのに）イギリス代表のキャプテンに就任したことが挙げられる。
2012年にティファニーは2度「ヨーロピアン・アスリート・オブ・ザ・マンス」にノミネートされた。1回目は3月に同じイギリス代表選手のカタリナ・ジョンソン＝トンプソンやヤミレ・アルダマとともに、2回目は5月にハンナ・イングランドやジェシカ・エニスとともにノミネートされていた。
2013年世界陸上競技選手権大会において、自己新記録となる12秒55で100mハードルで銅メダルを獲得、ジェシカ・エニスの持つイギリス記録まで0秒1と肉迫した。

## 人物
父・フェリックス（Felix）はナイジェリア人、母・リリアン（Lilian）はイギリス人である。ティファニー自身はアメリカ生まれであるため、生まれながらにしてアメリカ・イギリス双方の国籍（二重国籍）を持っている。したがってティファニーはアメリカ・イギリス双方の代表選手になれる資格を有する。
2011年5月にアメリカのハードル選手・ジェフ・ポーターと結婚し、同年の7月まで旧姓のオフィリのままで競技を続けた。2012年にミシガン大学を卒業し、薬学博士（PharmD）の学位を授与された。

## 主な成績
| 年                 | 大会                 | 開催地                        | 順位       | 種目    | 記録   |
| ------------------ | -------------------- | ----------------------------- | ---------- | ------- | ------ |
| アメリカ合衆国代表 |                      |                               |            |         |        |
| 2006               | 世界ジュニア選手権   | 中国 北京                     | 3位        | 100mH   | 13秒37 |
| 2007               | 北中米カリブ選手権   | エルサルバドル サンサルバドル | 2位        | 100mH   | 13秒27 |
| イギリス代表       |                      |                               |            |         |        |
| 2011               | ヨーロッパ室内選手権 | フランス パリ                 | 2位        | 60mH    | 7秒80  |
| 2011               | 世界選手権           | 韓国 大邱                     | 4位        | 100mH   | 12秒63 |
| 2011               | 世界選手権           | 韓国 大邱                     | 予選落ち   | 4x100mR | 43秒95 |
| 2012               | 世界室内選手権       | トルコ イスタンブール         | 2位        | 60mH    | 7秒94  |
| 2012               | ロンドンオリンピック | イギリス ロンドン             | 準決勝落ち | 100mH   | 12秒79 |
| 2013               | 世界選手権           | ロシア モスクワ               | 3位        | 100mH   | 12秒55 |
| 2014               | ヨーロッパ選手権     | スイス チューリッヒ           | 1位        | 100mH   | 12秒76 |